# Interpreta a Juan Gabriel
Interpreta a Juan Gabriel con el Mariachi Arriba Juárez es el álbum de mayores ventas de la cantante Lucha Villa,[cita requerida] publicado originalmente en 1985 bajo el sello discográfico de BMG Ariola. Se trata de un álbum compuesto y producido por Juan Gabriel, especialmente para ella, con la dirección musical y arreglos musicales de Homero Patrón, donde es acompañada por el Mariachi Arriba Juárez. Forma parte de la lista de los 100 discos que debes tener antes del fin del mundo, publicada en 2012 por Sony Music.

## Lista de canciones[1]
Todas las canciones escritas y compuestas por Juan Gabriel. 
| N.º   | Título                     | Duración |  |
| 1.    | «Amor de un rato»          | 4:32     |  |
| 2.    | «Ella te va a decir adiós» | 3:19     |  |
| 3.    | «Tu a mi no me hundes»     | 3:03     |  |
| 4.    | «Siete versos»             | 3:14     |  |
| 5.    | «No me olvides»            | 3:12     |  |
| 6.    | «Ya no me interesas»       | 3:03     |  |
| 7.    | «No discutamos»            | 2:15     |  |
| 8.    | «Resulta»                  | 4:23     |  |
| 9.    | «Muy enamorada»            | 3:07     |  |
| 10.   | «Eres divino»              | 2:45     |  |
| 32:58 |                            |          |  |

## Epílogo dedicatoria de Juan Gabriel a Lucha Villa
En su edición original en L.P., el lado A del álbum inicia con una obertura instrumental que antecede a la canción Amor de Un Rato, posteriormente, al concluir la última canción del lado B, Eres Divino, se escucha la misma composición instrumental con una dedicatoria narrada en voz de Juan Gabriel en la que dice: “estas son las canciones que escribí especialmente para ti, Lucha”. A partir de las reediciones en CD y en formato digital de este álbum, el track epílogo fue suprimido.